# National Rifle Association of America
National Rifle Association of America (skr. NRA, ang. Narodowe Stowarzyszenie Strzeleckie Ameryki) – organizacja non-profit działająca na terenie Stanów Zjednoczonych. NRA działa na rzecz propagowania prawa do posiadania broni palnej, bezpieczeństwa jej użytkowania, a także prawa do polowania i samoobrony za jej pomocą.
NRA jest jedną z najbardziej wpływowych grup lobbystycznych. Za główny cel działania uważa ochronę drugiej poprawki do Konstytucji Stanów Zjednoczonych. Ze zrzeszeniem współpracuje 15 000 organizacji: klubów, stowarzyszeń i firm. NRA monitoruje legislacje (na jej witrynie internetowej dostępny jest wykaz praw dotyczących posiadania broni w poszczególnych stanach) oraz deklaruje poparcie dla kandydatów do władz sprzyjających celowi statutowemu.

## Historia
Organizacja została założona w 1871 roku w Nowym Jorku przez weteranów wojny secesyjnej kierowanych przez wydawcę miesięcznika Army and Navy Journal Williama Conant Churcha, generała majora Ambrose’a Burnside’a oraz prawnika George’a Wood Wingate’a. Pierwszym prezydentem NRA został generał Burnside.
Podczas II wojny światowej stowarzyszenie opracowywało materiały szkoleniowe oraz zebrało 7000 sztuk broni palnej dla ludności Wielkiej Brytanii, co przydałoby się w razie inwazji III Rzeszy Niemieckiej.
Po zakończeniu wojny organizacja skupiła się na szkoleniu myśliwych. Obecnie ten program edukacyjny działa w 43 stanach USA i w trzech kanadyjskich prowincjach, skupia on 40 000 adeptów.
W latach sześćdziesiątych XX wieku NRA rozpoczęła szkolenia funkcjonariuszy organów ścigania, w bieżącym czasie certyfikaty przyznane przez stowarzyszenie posiada około 13 000 mundurowych. Najlepsi ze strzelców mogą brać udział w konkursach.
Organizacja rozwija umiejętności strzeleckie ludności oraz edukuje jak zachować się w niebezpiecznych sytuacjach. 125 000 certyfikowanych instruktorów szkoli 1 000 000 właścicieli broni rocznie, dostępne są kursy skierowane do młodzieży, myśliwych, kobiet, kolekcjonerów broni oraz funkcjonariuszy policji.

## Kierownictwo
NRA zarządzane jest przez radę dyrektorów (zazwyczaj 76-osobową), która wybiera ze swojego grona prezydenta. Prezydent NRA wybierany jest co roku. Jedna osoba może pełnić funkcję przez kilka kadencji. Jednym z najdłużej kierujących NRA był aktor Charlton Heston (1998–2003). NRA liczy około 5 mln członków.